# Germánské novopohanství

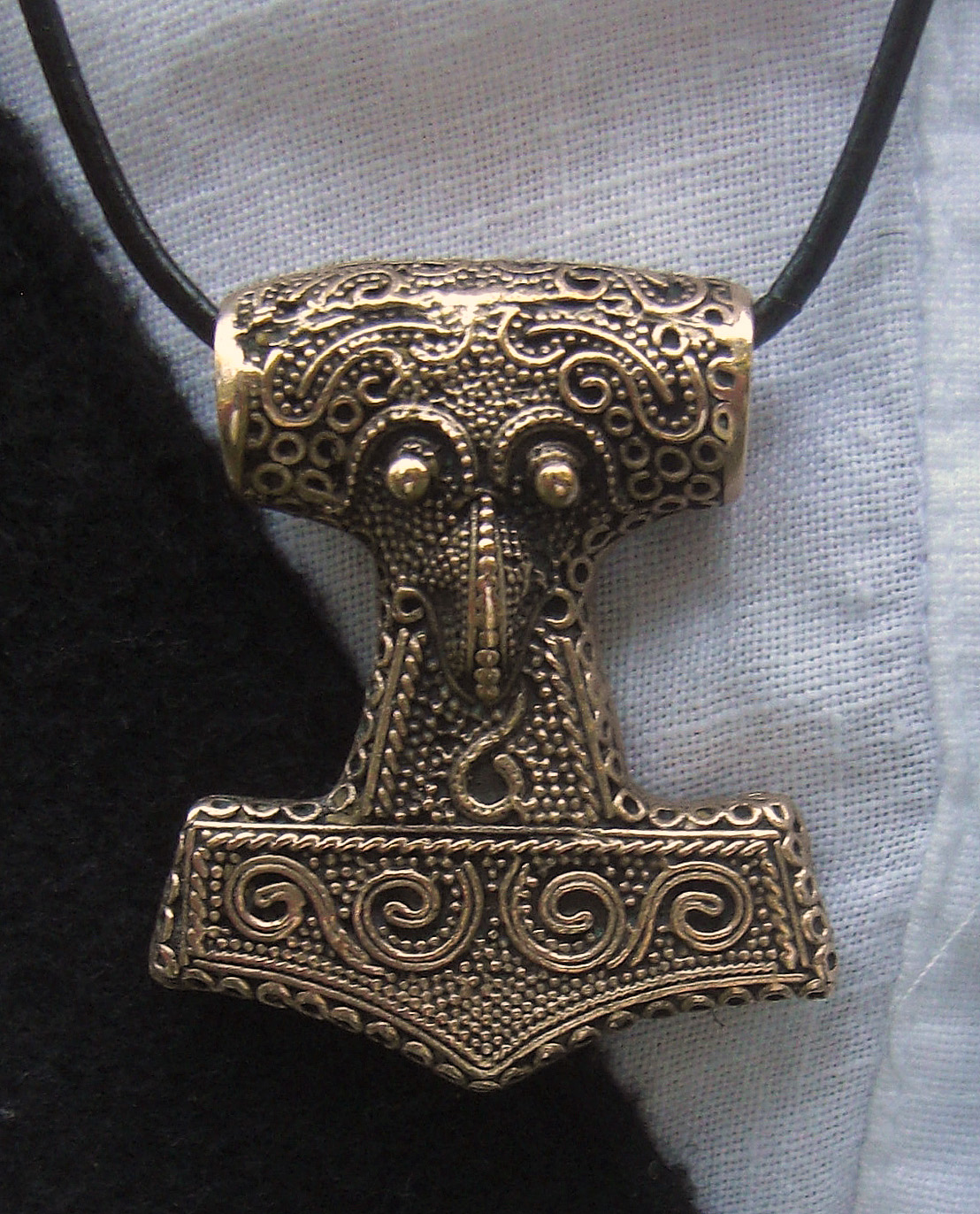
Bronzová replika Mjöllniru (Thórova kladiva) ze Skåne (originál 9. století) je dnes typickým doplňkem severských novopohanů.

Germánské a severské novopohanství nebo neopohanství (přívlastek „severské“ je kulturní a geografické upřesnění téhož směru), též heidenismus (anglicky heathenry, heathenism), jsou moderní názvy směru řadícího se pod tzv. nová náboženská hnutí, který usiluje o obnovu předkřesťanského „pohanského“ náboženství starých Germánů a Seveřanů (severních Germánů). Vyznačuje se obnovou polyteismu prostřednictvím pečlivého rekonstruování, tento přístup je proto nazýván rekonstrukcionismem. Pro tento nový náboženský směr je charakteristické zejména to, že největší důraz klade na historickou autenticitu, ale v krajních případech se může pro svou rekonstrukci uchylovat také k „volnějším“ eklektickým, esoterním nebo i okultním zdrojům a přístupům.
Kořeny germánského, resp. severského novopohanství sahají do období romantismu, přičemž jeho současná většinová podoba vznikala v 70. letech 20. století. Hlavními prameny moderního heidenismu jsou zejména historie, archeologie a dochovaná severská mytologie ve dvou jedinečných středověkých islandských rukopisech, básnických sbírkách skaldské poezie pojmenovaných shodně jako Eddy. Dnes je rekonstruované náboženství vyznáváno zejména v oblasti jeho původu, tj. v zemích Skandinávie, ale také ve Spojeném království a stalo se populárním také v Severní Americe.
Dnešní forma severského pohanství nazývaná jako Ásatrú byla zavedena skrze úsilí islandského sdružení Íslenska Ásatrúarfélagið (Islandské společenství Ásatrú). Státem uznané náboženství je mj. na Islandu (od roku 1973), v Norsku (od roku 1994), Dánsku (od roku 2003) a Švédsku (od roku 2007).

## Termíny a podskupiny

### Ásatrú

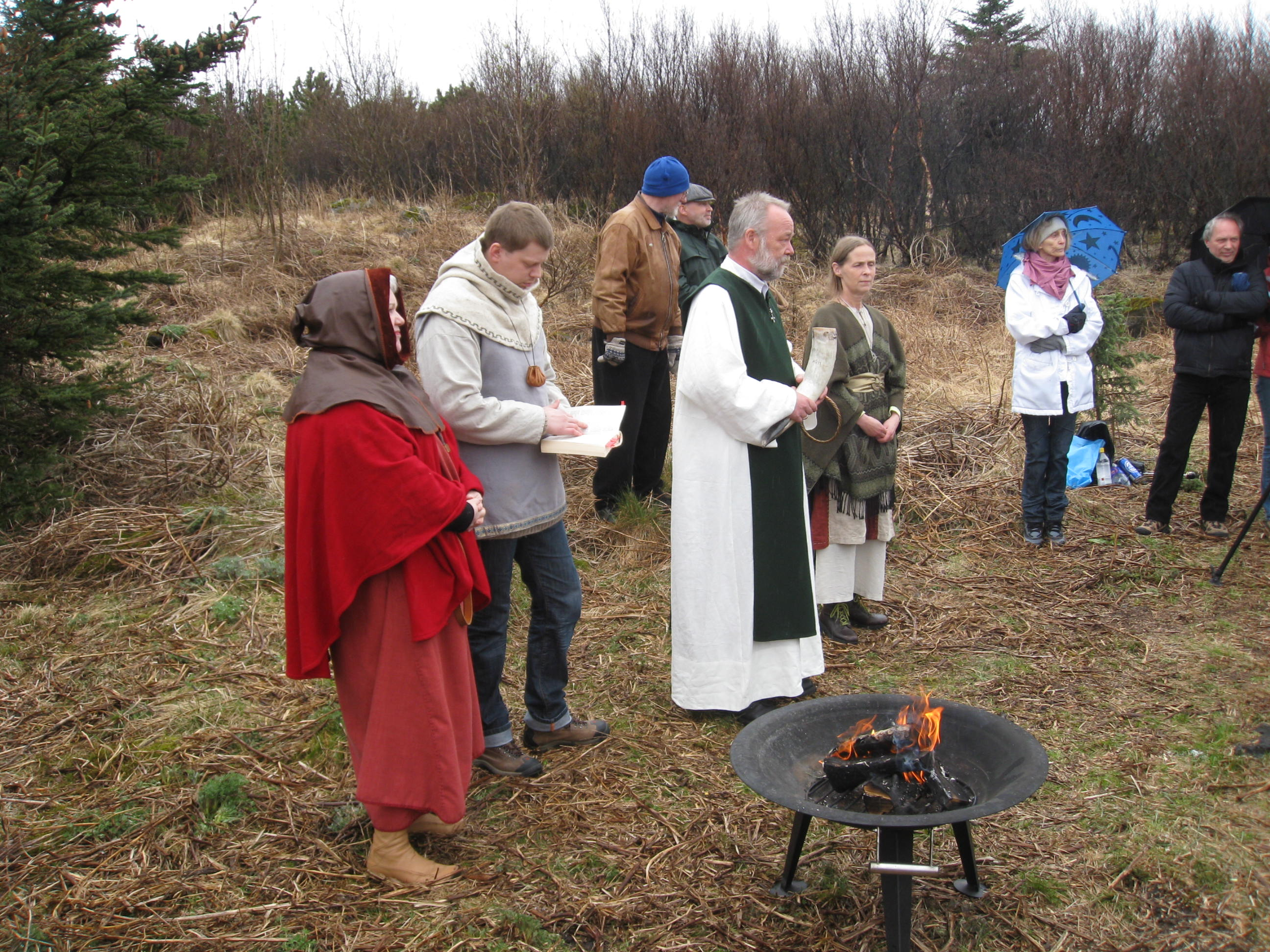
Sigurblót (obětování pro vítězství) v létě roku 2009 na Islandu společenstvím Ásatrúarfélagið hlásící se k Ásatrú

Ásatrú (z islandského Æsir) je nové náboženské hnutí, které se hlásí k náboženství rozšířenému ve starověku na severu Evropy. Termín se používá především ve Skandinávii a severním Německu. Čerpá inspiraci především z náboženství Skandinávie germánského vikinského období, tedy 8. až 11. století, jak je mimo jiné popsané v islandských Eddách (tzn. Poetické Eddě a Snorriho Prozaické Eddě). Tehdejší náboženství bylo nuceno ustoupit tlakům křesťanské Evropy.
Samotný výraz Ásatrú je novodobý: poprvé byl použit v dánské formě Asatro dánským romantickým myslitelem N. F. S. Grundtvigem ve spise Optrin af Norners og Asers Kamp z roku 1811. Grundtvig sám byl křesťanský duchovní, který měl nicméně hluboký zájem o předkřesťanské severské náboženství. Ásatrú je staroseverským a islandským ekvivalentem dánského slova Asetro. Po gramatické stránce se jedná o složeninu ze dvou výrazů. První je Ása-, genitiv plurálu od slova Ás, což je název pro boha z jedné skupiny severských bohů. Druhá část slova, -trú, znamená „víra, důvěra, vyznání, přesvědčení“ ap. (ve staré angličtině slovo truth znamená „důvěru, dobrý úmysl (víru)“). V norštině je jeho ekvivalentem Åsatru, v švédštině Asatro, v dánštině Asetro a v anglosaštině Ēsatrēowð, tyto formy se začaly používat v devadesátých letech. V anglofonních a německy mluvících zemí Evropy se slovem Ásatrú často míní veškeré germánské novopohanství. 

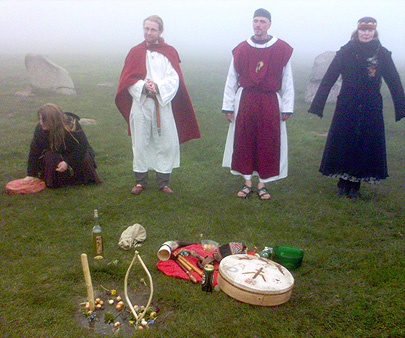
Členové Forn Sed Sweden (dříve Swedish Asatru Assembly) během blótu v roce 2008.

Cílem a hlavním smyslem Ásatrú je rekonstruovat a praktikovat předkřesťanské náboženství Eddy. Ásatrú bylo znovuoživeno v šedesátých a počátkem sedmdesátých let 20. století. Sdružení Íslenska Ásatrúarfélagið (anglicky Icelandic fellowship of Æsir faith (Ásatrú)) bylo založeno o letním slunovratu 1972. O rok později bylo Ásatrú uznáno islandskou vládou jako oficiální náboženství, zejména díky úsilí Sveinbjörna Beinteinssna. Po nějakém čase Američan Steven McNallen, bývalý letec U. S. Army, začal vydávat nezávisle na Íslenska Ásatrúarfélagið brožurky s názvem The Runsone ve Spojených státech. Založil organizaci s názvem Viking Brotherhood, která se později přejmenovala na Asatru Free Assembly. McNallen také stál u zrodu Ásatrú Folk Assembly (AFA), která existuje dodnes. Zasadil se o velké rozšíření Ásatrú nejen do USA.

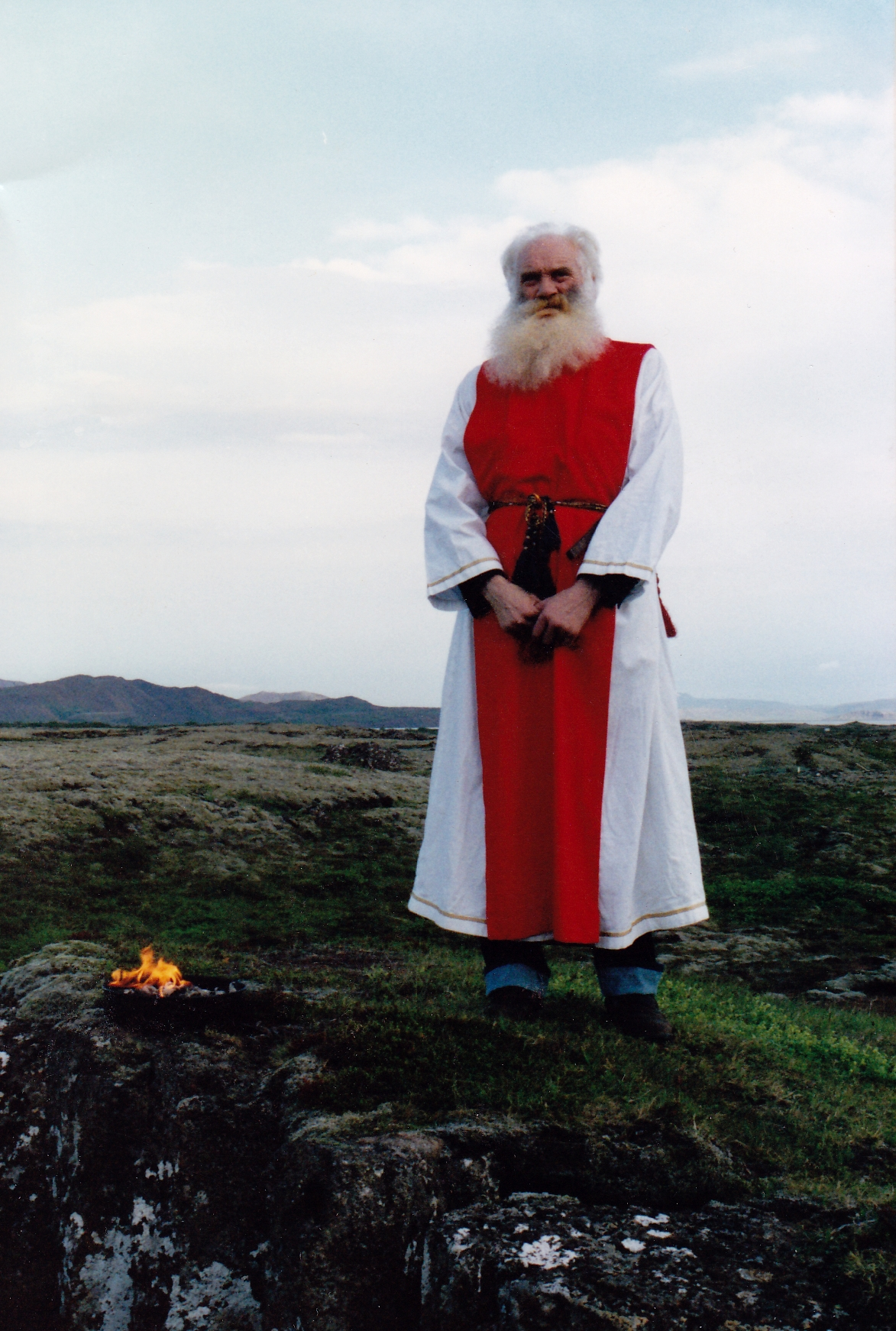
Sveinbjörn Beinteinsson, vůdce islandské Ásatrúarfélagið během blótu roku 1991

Skandinávské Ásatrú, představované například islandskou organizací Ásatrúarfélagið, založenou v roce 1972, klade důraz na panteismus a skandinávský folklór. V současnosti se preferující spíše termíny jako Forn Siðr „dávný obyčej“ nebo Nordisk sed „severský zvyk“. V USA je Ásatrú chápáno jako domorodé náboženství Severní Evropy sahající hluboko do historie. Americký religionista a vědec Michael Strmiska také poukazuje na více zbožný a emocionální ráz amerického Ásatrú.

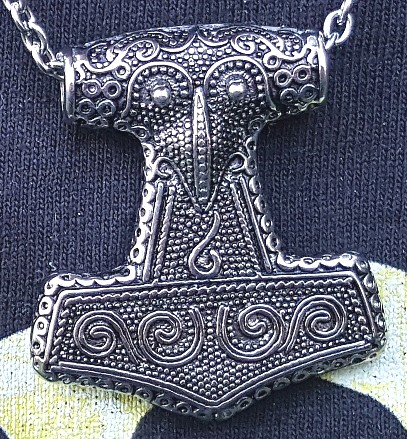
Kladivo Mjöllni (zde replika ze Skåne) je nejčastějším amuletem Ásatrú

Vyznavači Ásatrú („víry v bohy“) oslavují staré severské (severogermánské) bohy (neboli Ásy) a bohyně (neboli Ásynje), do jejichž rodu spadají také božstva z rodu Vanů a obrů (neboli jötunů, hrímtursů apod.). Vanové a obři jsou religionisty považováni za starší rody (archaičtější typy) božstev (na rozdíl od typicky indoevropských Ásů), kteří byli k Ásům postupně přidruženi. V porovnání s Ásy jsou bohové z rodu Vanů více zaměřeni na přírodu a plodnost, také se od Ásů lišili (dle severských mýtů) odlišnými zvyky a zákony, které však po jejich porážce byly nahrazeny novými. Vanové jsou totiž pravděpodobně reprezentanty staršího společenského uspořádání, které bylo postupně nahrazeno novějším-indoevropským, jež reprezentují Ásové.

### Heidenismus
Heidenismus (anglicky heathenry či heathenism, ze staroseverského heiðinn, staroanglického hæðen, starohornoněmeckého heidan) je germánskou obdobou latinského slova paganus – pohan. Někteří zastánci tohoto označení jej používají pouze pro přísně rekonstrukcionistické přístupy a synkretické, okultní a mystické tradice do něj nezařazují. Často je preferováno zastřešujícími organizacemi jako je British Heathen Alliance, American Heathen Nation a Canadian Heathen House.

### Forn Siðr
Staroseverské Forn Siðr, anglosaské Fyrnsidu, starohornoněmecké Firner situ, současné skandinávské Forn Sed a německé Firne Sitte jsou analogická sousloví znamenající "starý/dávný obyčej/zvyk". Užívá se především ve Skandinávii a Německu a to jak pro germánskou předkřesťanskou kulturu obecně, tak konkrétně pro náboženství. Forn Siðr je také název největší dánské novopohanské organizace, která je od roku 2003 v Dánsku oficiálně uznaným náboženstvím.

### Theodismus a wodenismus

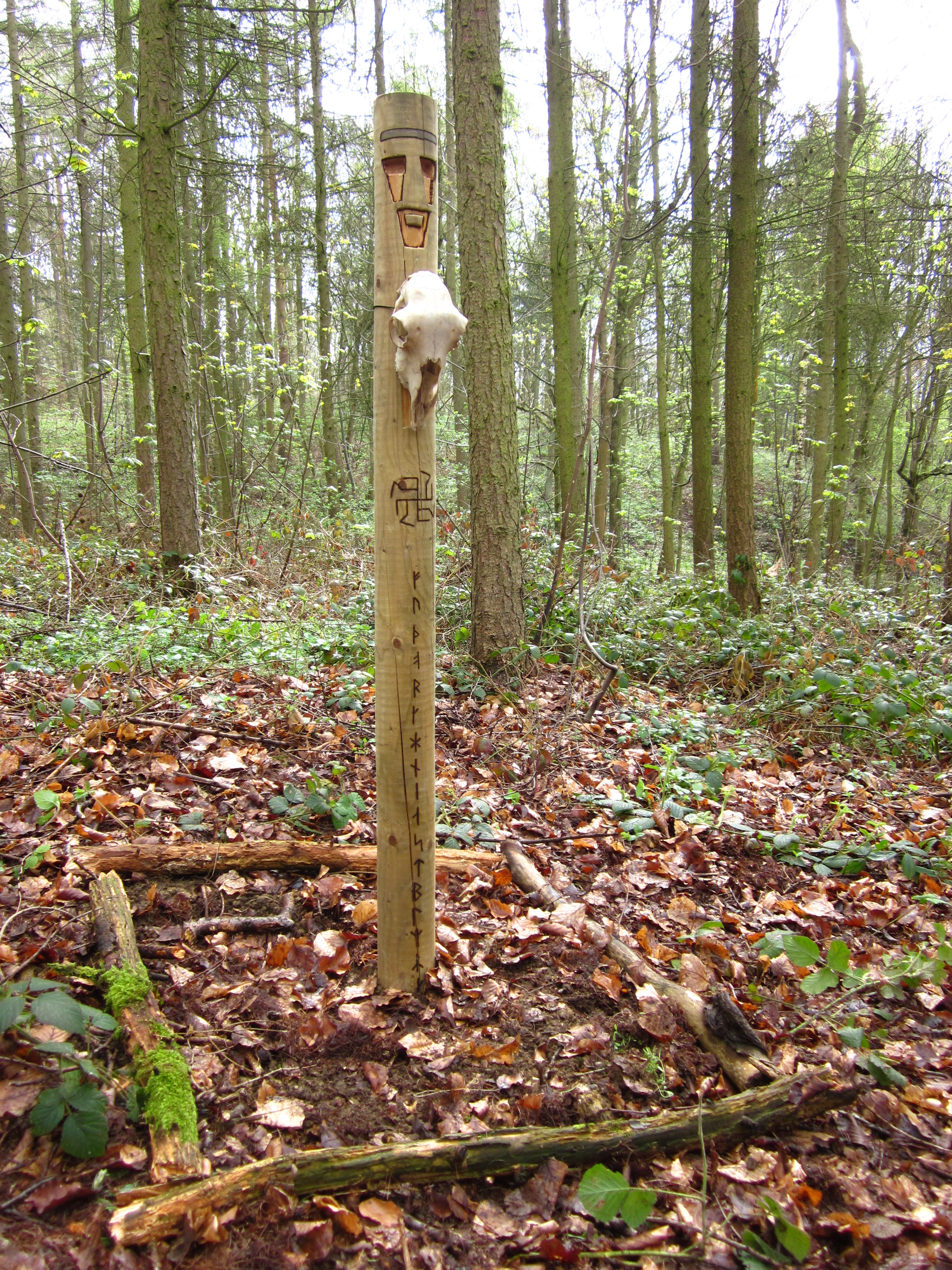
Ohraničené obřadní místo v lese ve Shropshire v Anglii

Theodismus nebo Þéodisc Geléafa (staroanglicky „kmenová víra“) původně označoval hnutí usilující o rekonstrukci anglosaského náboženství. V současnosti se používá i pro ostatní germánské novopohany, a to především ty, kteří obhajují či praktikují neotribalismus. Jiný termín související s anglosaským novopohanstvím je wodenismus (anglicky Wodenism), který je odvozen od nejvyššího boha Wodena (Ódina).

### Vanatrú, dísitrú a rökkatrú

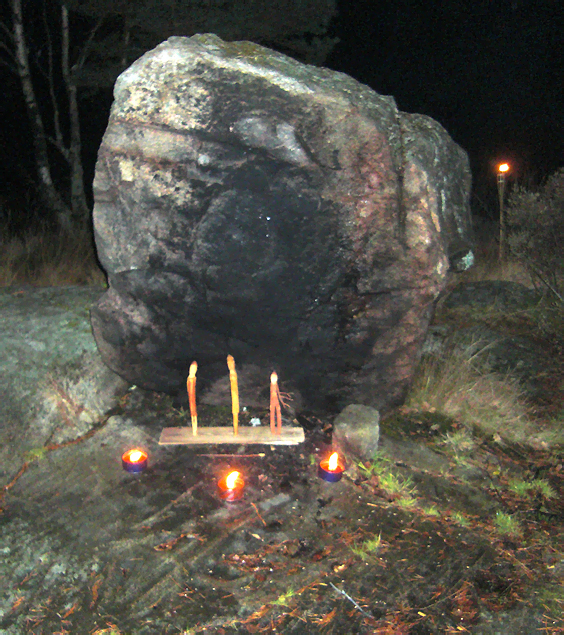
Přírodní oltář švédského Forn Sed věnovaný nornám

Existuje také termín vanatrú, odkazující na uctívání Vanů, druhé božské rodiny staroseverského panteonu. Tito vyznavači alternativního proudu severského novopohanství označovaných vanatrú (víra či důvěra ve Vany) se zaměřují na božstva plodnosti, bohatství a magie (Freyu, Freye, Njörda a někdy také Nerthus, starogermánská bohyně zmiňovaná Tacitem, která tyto bohy doplňuje a ujímá se role družky-sestry Njörda a matky Freye a Freyi – pozn.). 
Označení dístrú (víra či důvěra v dísy) se pojí k nižším bohyním osudu, vegetace a smrti norny a valkýry. K dísám náleží také bohyně Freya. Pojem rökkatrú (ze slova soumrak) má zas pro změnu odkazovat k jinému druhu vyznavačů, kteří dávají přednost odvrácené temnější straně severské mytologie, sem náleží spíše záporné božstva a bytosti jako jsou Loki (dle mýtů přijatý mezi Ásy, avšak zrazující je), Fenrir, Angrboda, Jörmungandr, Nidhogg a Surtr, kteří v kosmologii hrají úlohu negativní nebo zcela destruktivní, úlohy a dle mýtů mají rozpoutat i poslední bitvu s bohy Ragnarök. V hlavním proudu mohou být pochopitelně tyto postavy přehlíženy a jiní novopohané jim z nějakých důvodů mohou dávat přednost, ať už jsou jejich důvody jakékoli.
Ať už členové Ásatrú, nebo lidé, kteří sami sebe označují jinak, jsou ve všech případech vyznavači stejné germánské (resp. severské) mytologie a svou verzi polyteistického náboženství budují na základě stejných středověkých pramenů, především to jsou oboje islandské sbírky Eddy, jež jsou pro rekonstrukci germánského náboženství jakožto jediné záznamy germánských mýtů a náboženských představ seveřanů zcela nepostradatelné, avšak ani ty se neobejdou bez důkladných historických a archeologických zdrojů.

### Ódinismus a wotanismus
Termín ódinismus je odvozený od čelního boha severské mytologie a panteonu Ódina, se vžil zejména s hnutím spojeným s rasovou nebo völkisch ideologií. Obdobným označením je wotanismus, používané pro hnutí založené na myšlenkách amerického neonacisty Davida Lanea.

## Víra a bohové

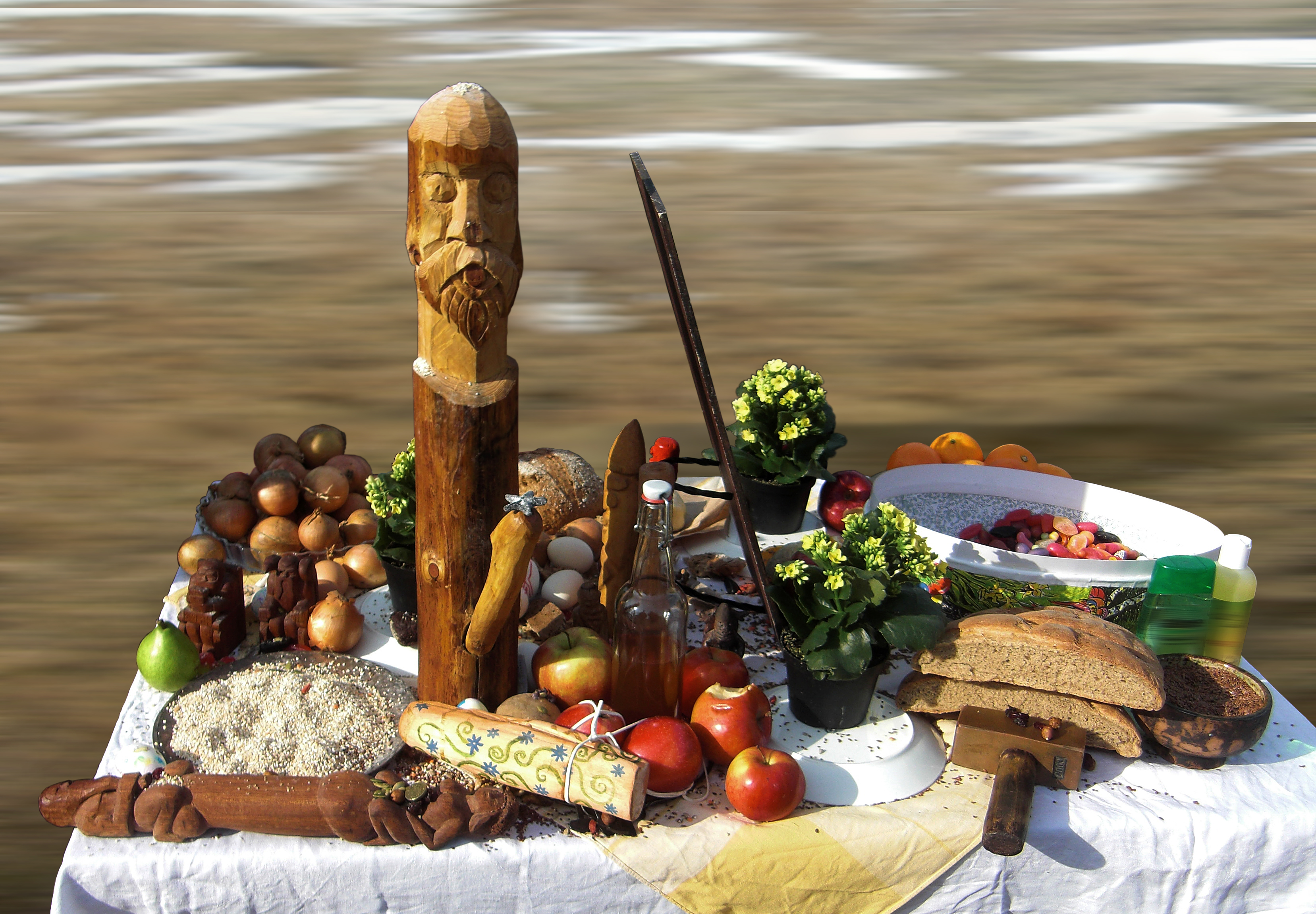
Freyův oltář při blótu členů Forn Sed Švédsko, rok 2010

Germánské novopohanství je zpravidla rekonstrukcionistické a jeho vyznavači uctívají více bohů a bohyní. Běžný je však také panteismus a měkký polyteismus, například Ásatrúarfélagið definuje Ásatrú jako „severský panteismus“. Většina z tradic sdílí pohled na svět zahrnující víru ve Wyrd, tj. osud a božský řád světa.
Germánské novopohanství tradičně rozděluje bohy a jim podobné bytosti do „třech skupin“: Ásy a Ásynje (bohy a bohyně) spojených především s kosmickým řádem, právem a válkou, mezi ně se řadí i někteří Vanové, přidružených k Ásům, ti jsou obvykle spjati s bohatstvím, přírodou a plodností. Třetí skupinou jsou Dísy, mezi ně patří norny i valkýry, které určují osud všem bytostem, smrtelníky i bohy nevyjímaje. Důležitou funkci mají také různí duchové jako např. álfové, landvættir a další. Dále jsou uctíváni předkové.

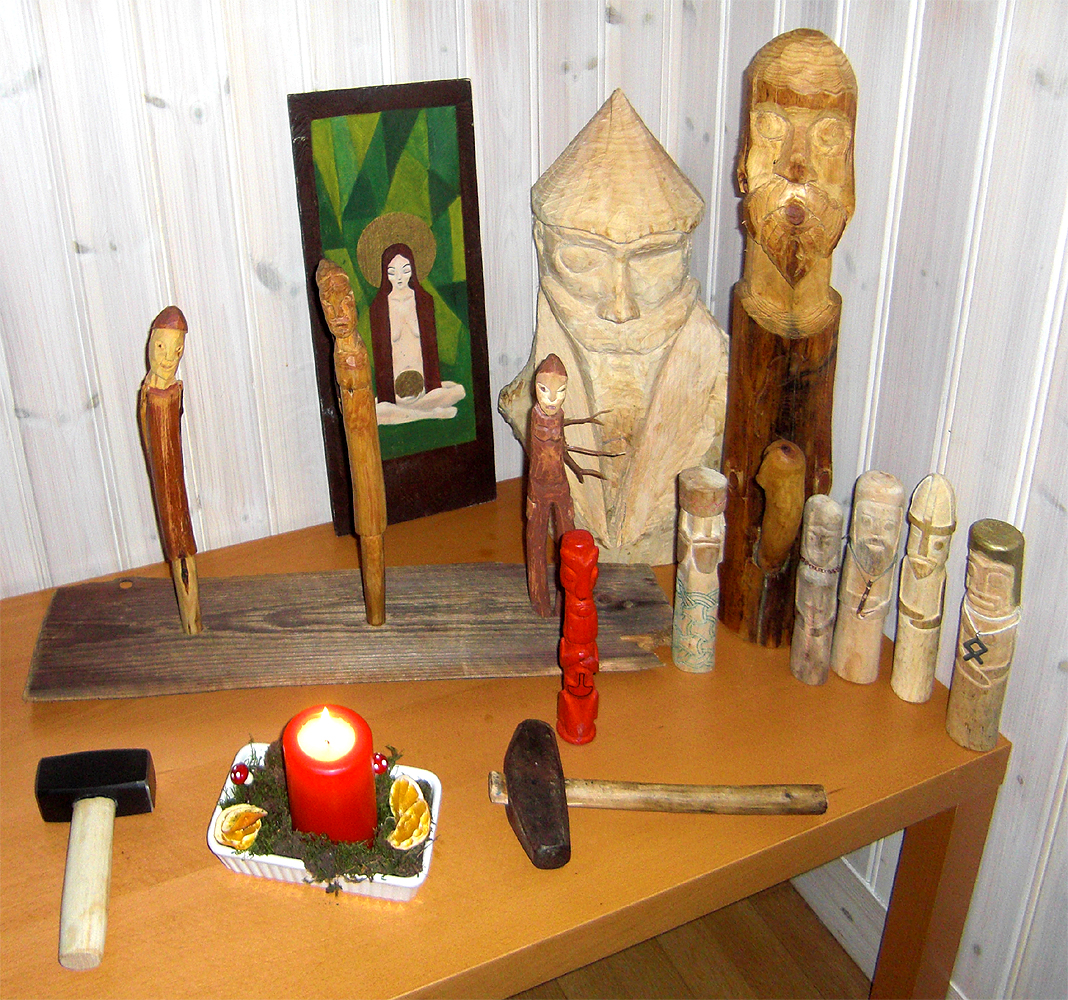
Oltář v interiéru

K obyvatelům devíti světů patří také rasa obrů (mraziví obři – „hrímtursové“ a skalní obři), patří mezi ně Jötunnové obývající svět zvaný Jötunheim. Obři jsou spojeni s prapůvodními (primordiálními) přírodními živly, chaosem a rozkladem. Germánské novopohanství je zpravidla neuctívá a obři plní spíše negativní úlohu démonů a protivníků lidí i bohů, nicméně někteří příslušníci tohoto druhu byli přijati mezi Ásy (tj. bohy) a jako bohové mohou být uctíváni.
Podle severských mýtů došlo mezi Ásy a Vany k mytické válce, která skončila smírem a výměnou rukojmí. Vanové Njörd, Frey a Freya byli přijati mezi Ásy (bohy) a jsou od tohoto momentu severskou mytologií označováni také jako Ásové (bohové), podobně jako někteří obři (například Loki, jež je někdy označován také jako „lstivý Ás“, dle mýtů uzavřel s Ódinem pokrevní bratrství). Existují tedy četné hypotézy o tom, že Vanové a obři mohli být staršími převzatými božstvy staršího (ještě před-germánského) obyvatelstva, které bylo postupně novou indoevropskou (germánskou) populací porobeno a asimilováno.
Ásatrú tedy uctívá všechny severské bohy (Ásy) včetně těch, kteří se dle mýtů k Ásům (bohům) přidali (Vanové a někteří obři), k tomu také náleží nižší božské bytosti jakými jsou například dísy (neboli nižší bohyně jako jsou valkýry a norny), álfové (elfové), skřítci a další přírodní bytosti ze severské mytologie a folklóru, též nechybí ani bytosti obávané, jako jsou například obři či trollové apod.

## Praxe

### Blót

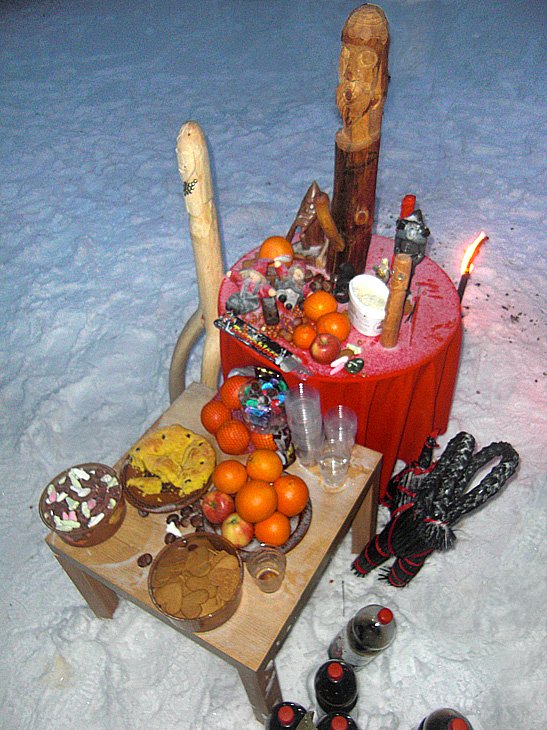
Venkovní oltář členů Samfundet Forn Sed během svátku Jule

Blót (tzn. „oběť“) je staroseverský výraz pro obětování nebo rituální porážku. Ačkoliv původně označoval především obětování hospodářských zvířat, v současnosti se takto obvykle nepraktikuje. Dnes zahrnuje především pozvání božstva a nabídnutí jídla a nápojů, z nichž část je zkonzumovaná účastníky a většina obětována, v případě nápojů ve formě úlitby. Nejčastějším obětovaným nápojem je medovina, popřípadě jiný alkohol, nabídnuta může být i píseň či báseň speciálně složená pro blót.

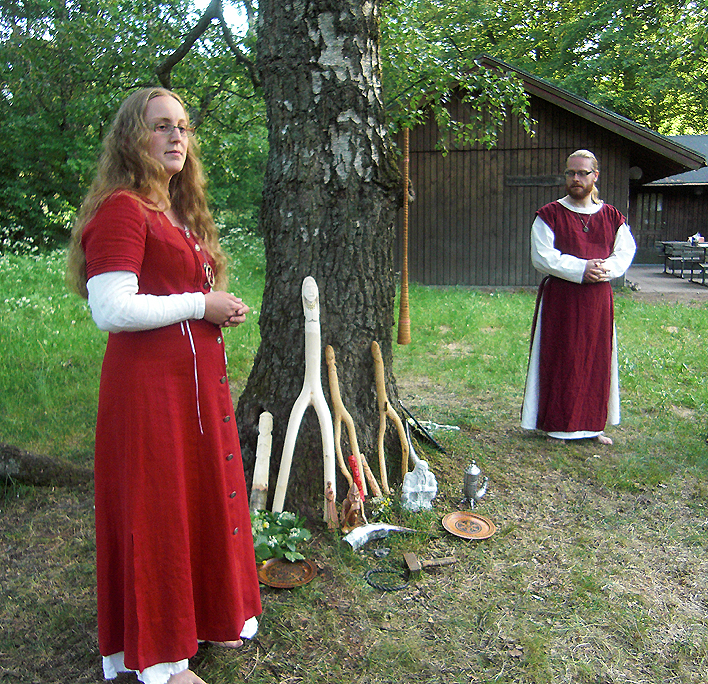
Blót členů Forn Sed Sweden (dříve Swedish Asatru Assembly)

Některé skupiny, především theodisté, se striktně drží historických rituálních textů, jiné používají modernizované varianty. Oblečení bývá zpravidla přizpůsobeno ročnímu období, protože obětování se často odehrávají ve volné přírodě. Theodisté preferují obřadní oděv odpovídající oděvu původních pohanů. V případě skupinových rituálů je obřad zpravidla veden knězem, který je nazýván goði, nebo kněžkou nazývanou gyðja. Posvátná místa ve volné přírodě a háje se nazývají vé, chrámy hof.

### Sumbel
Staroseverské slovo sumbel a staroanglické symbel znamená oslavu, hostinu či shromáždění a označuje vážně míněnou slavnost zahrnující konzumaci medoviny či piva z rohu, smyslem tohoto zvyku jsou rituální přípitky, proslovy a rozdávání darů.

### Rituální předměty a symboly

předměty a symboly švédského Forn Sed:
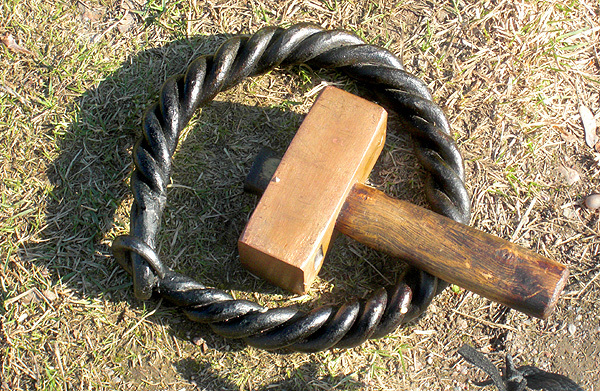
rituální kladívko a náramek určený k přísahám
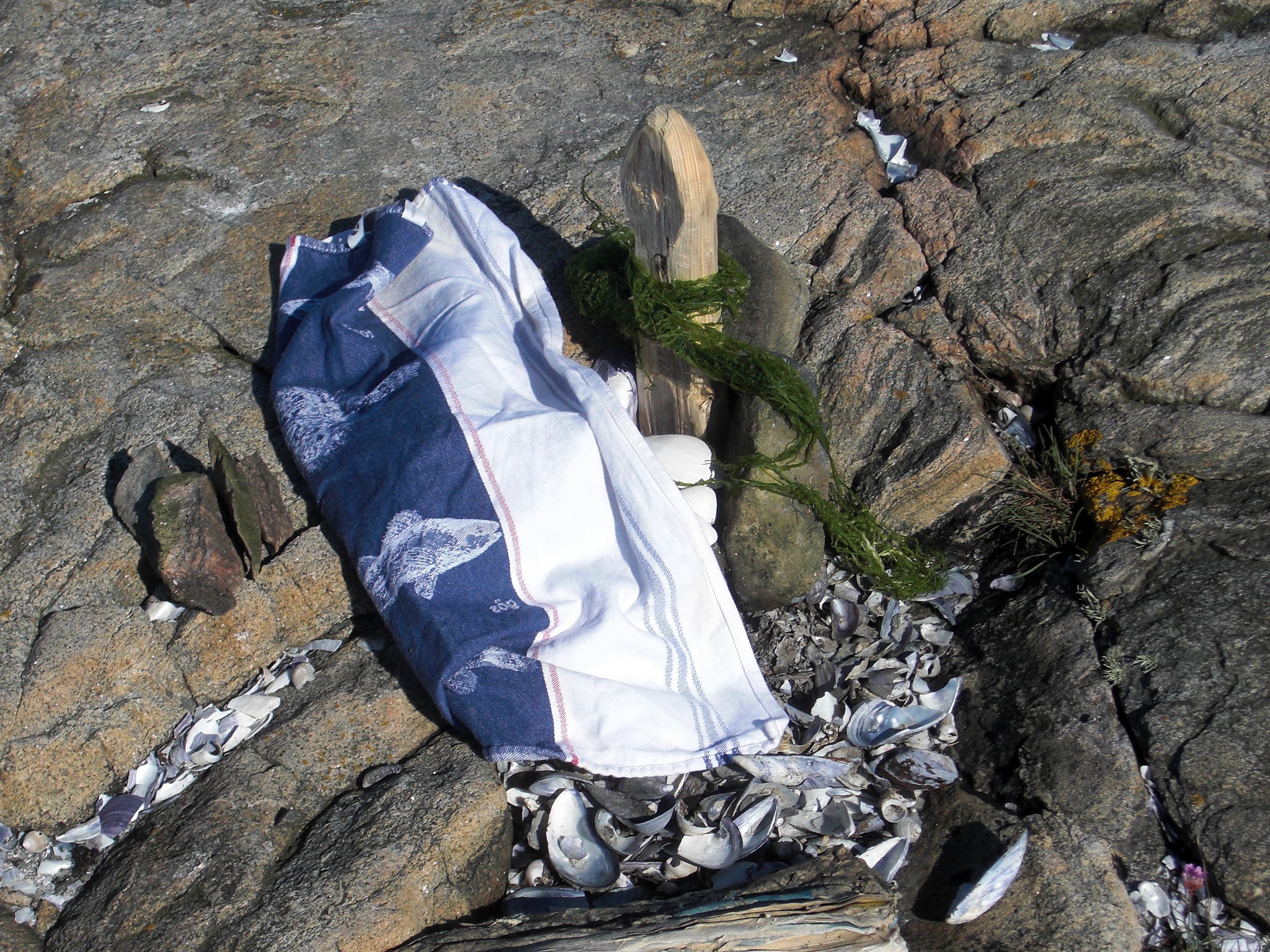
jednoduchý oltář určeného k blótu sestávající z látky a idolu
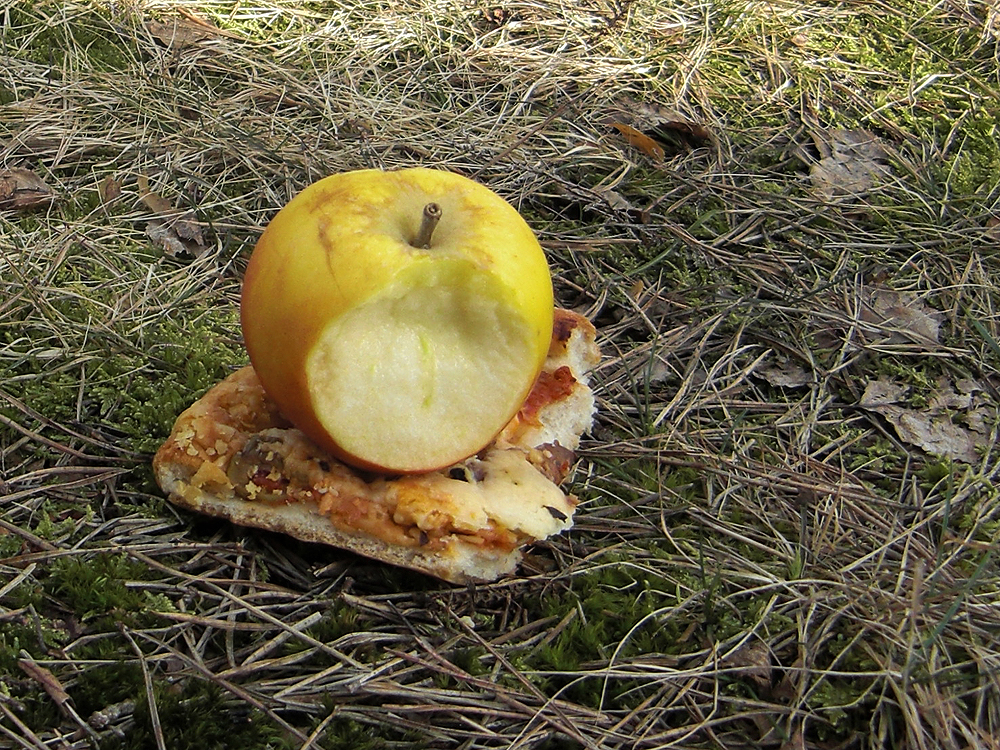
nejprostší obětina při jarním blótu
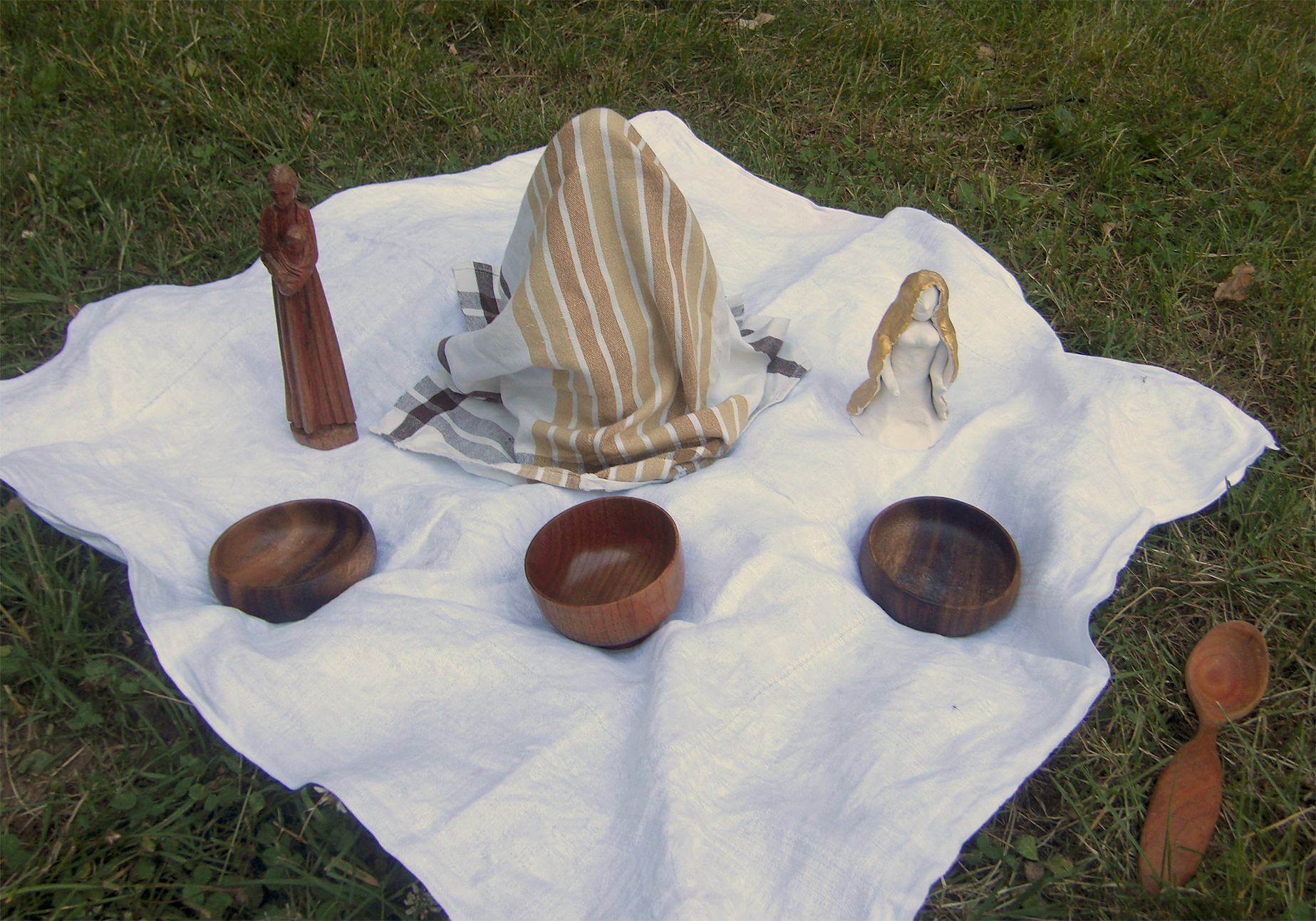
obřadní výbava s drobnými idoly severských bohyň
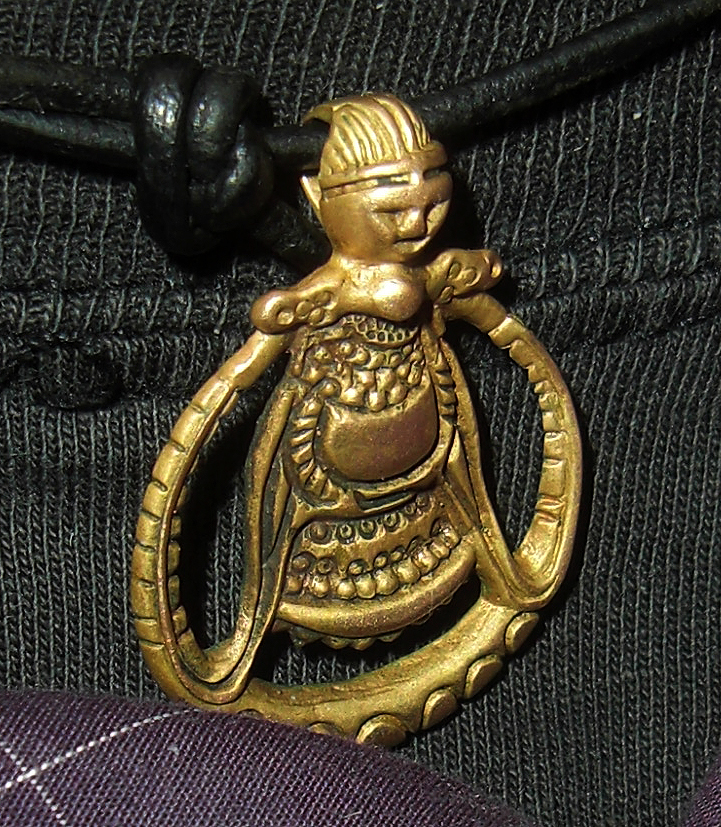
replika amuletu představující bohyni Freyju
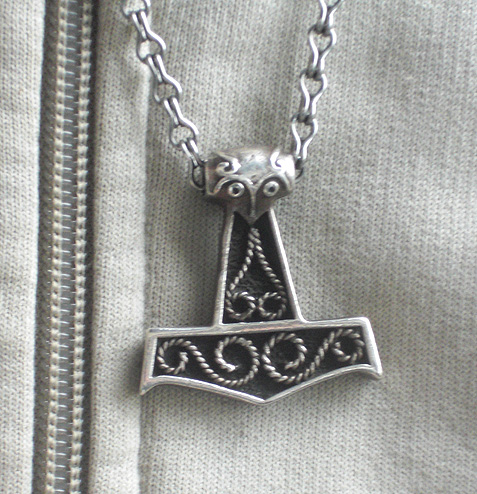
moderní amulet Mjöllniru
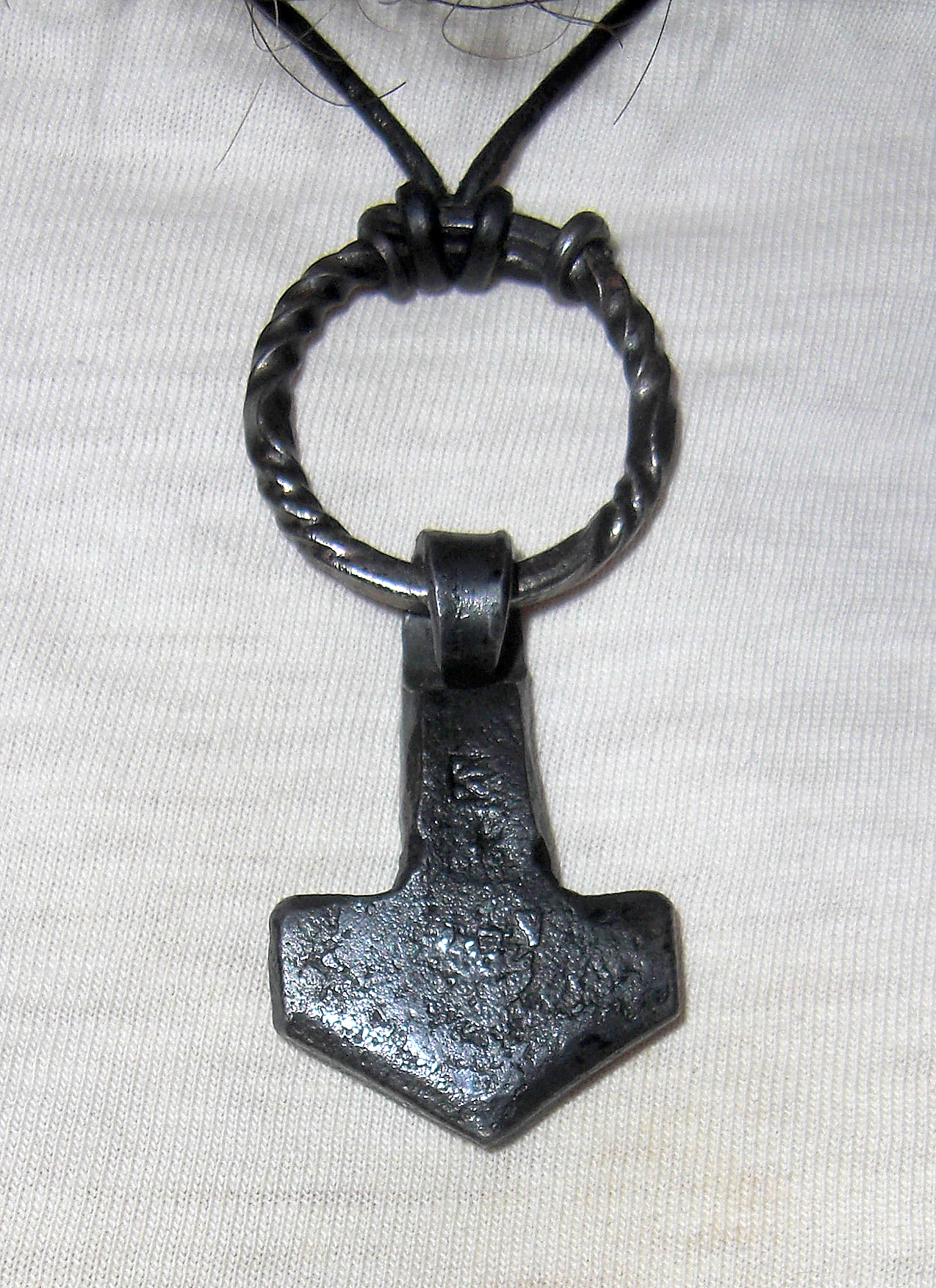
ručně kovaný amulet Mjöllni
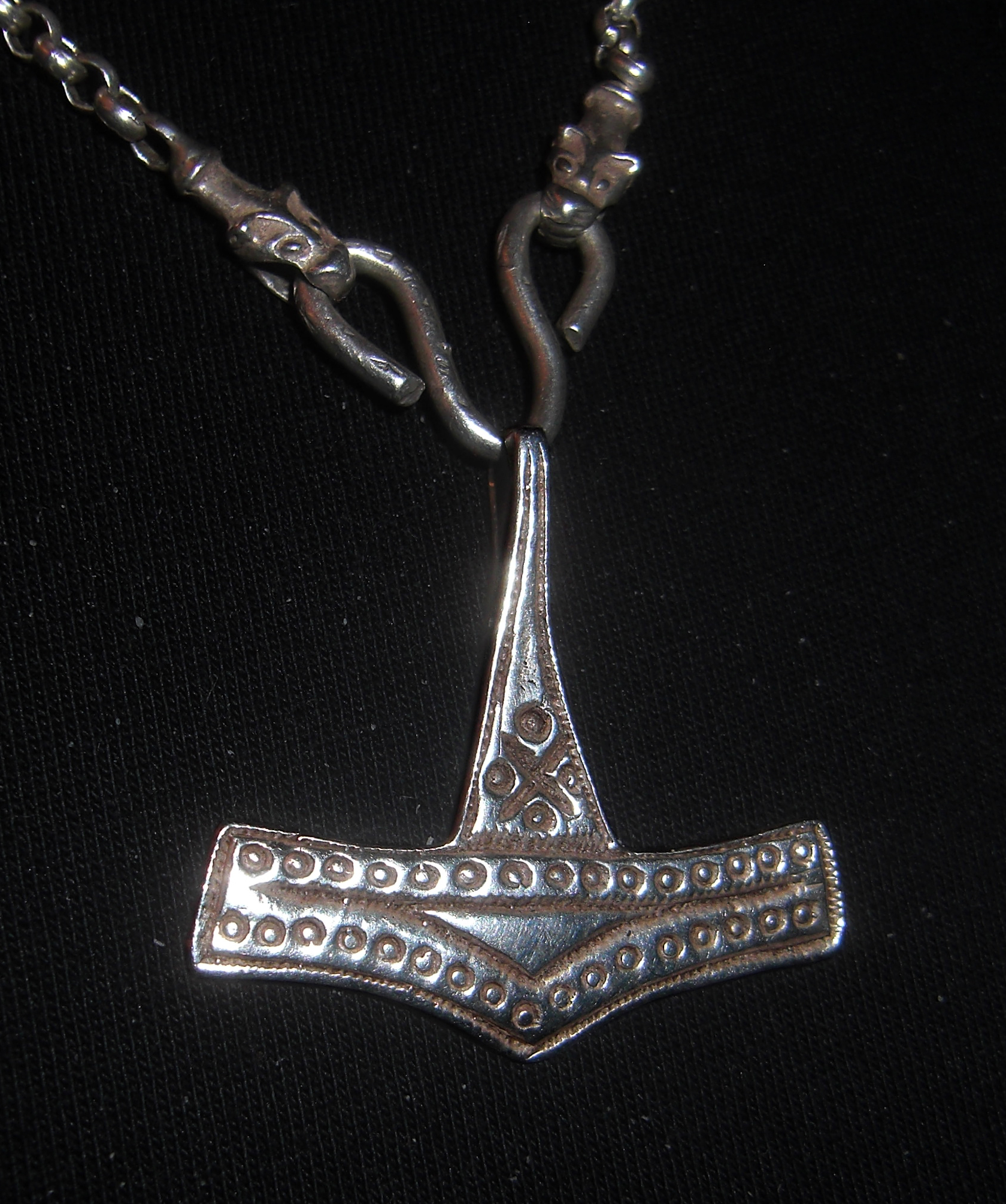
replika dánského kladiva z Rømersdalu, Bornholm
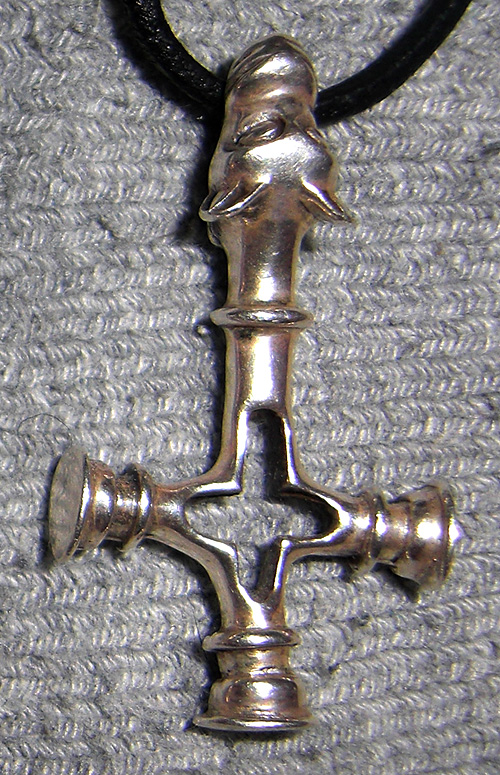
islandské Mjöllni zvané též „vlčí kříž“ (dle originálu z 10. stol.)
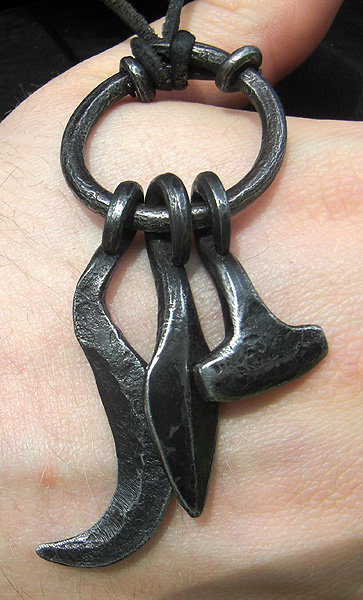
kombinovaný amulet s Mjöllnim, Gungnim a srpem boha Freye
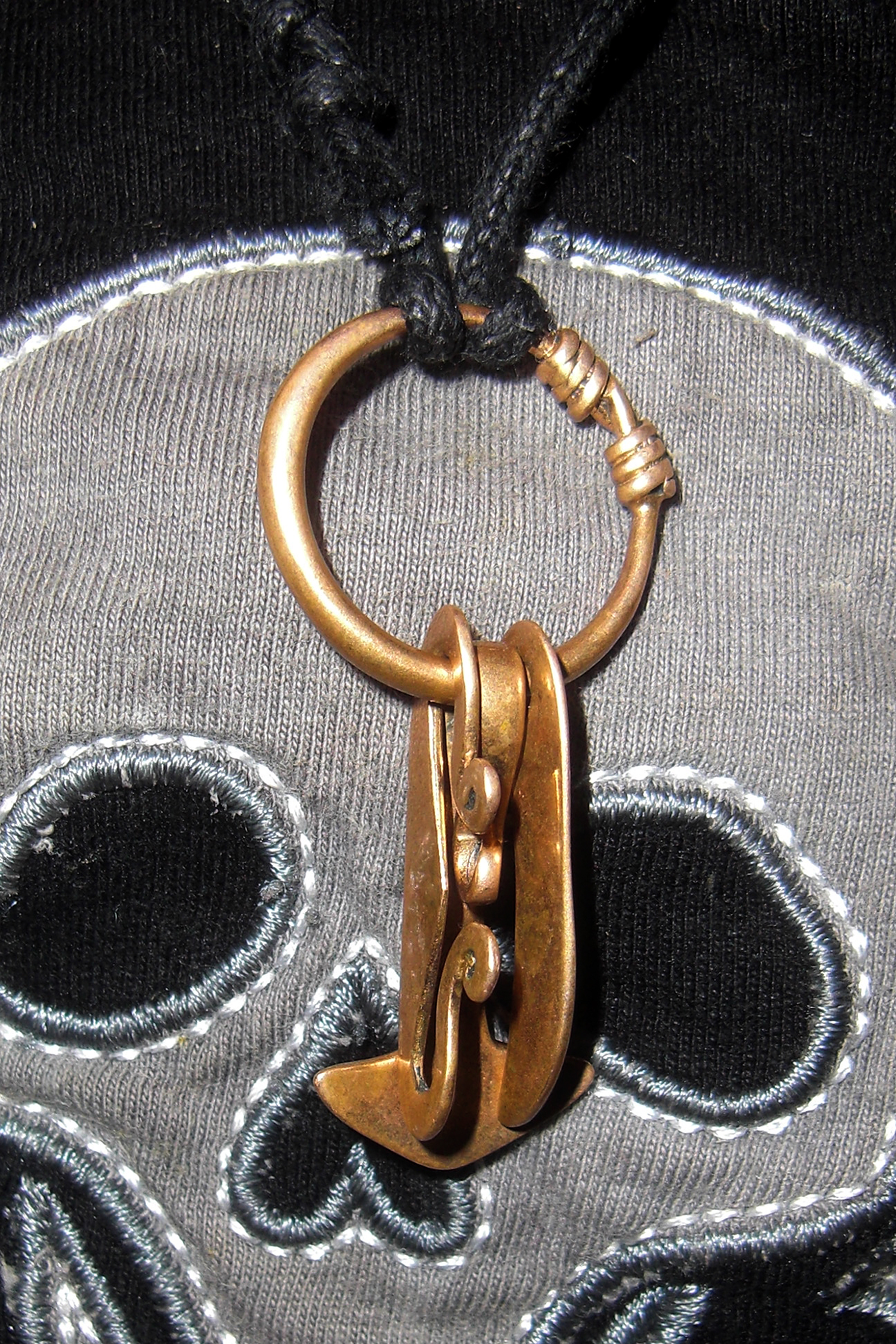
kombinovaný amulet s Mjöllnim, křesadlem bohyně Freyi a Freyovým srpem

## Demografie

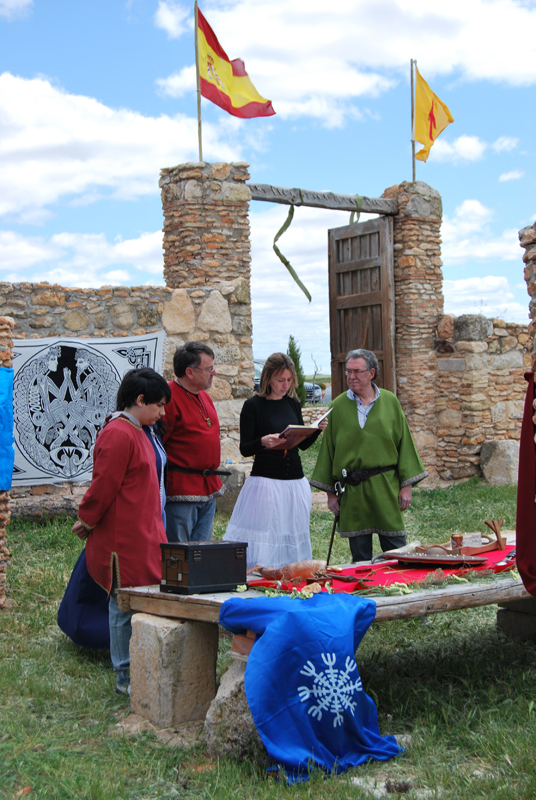
Ódinistický svatební obřad v chrámu Templo de Gaut ve Španělsku v roce 2010.

Množství germánských novopohanských organizací lze nalézt především Skandinávii, Německu, Spojeném království, Severní Americe, Austrálii a Jihoafrické republice. Další organizace a jednotliví vyznavači ovšem existují i ve zbytku Evropy a v Latinské Americe.
Přesný počet následovníků je neznámý, už proto že chybí jasné definice odlišující Ásatrú či ódinismus od jiných podobných náboženství. Několik tisíc vyznavačů žije v Severní Americe (10 000–20 000 podle McNallena), okolo 1 290 na Islandu, tisíc či více v Melbourne a 350 organizovaných v Německu.

## Etnicita a tradice

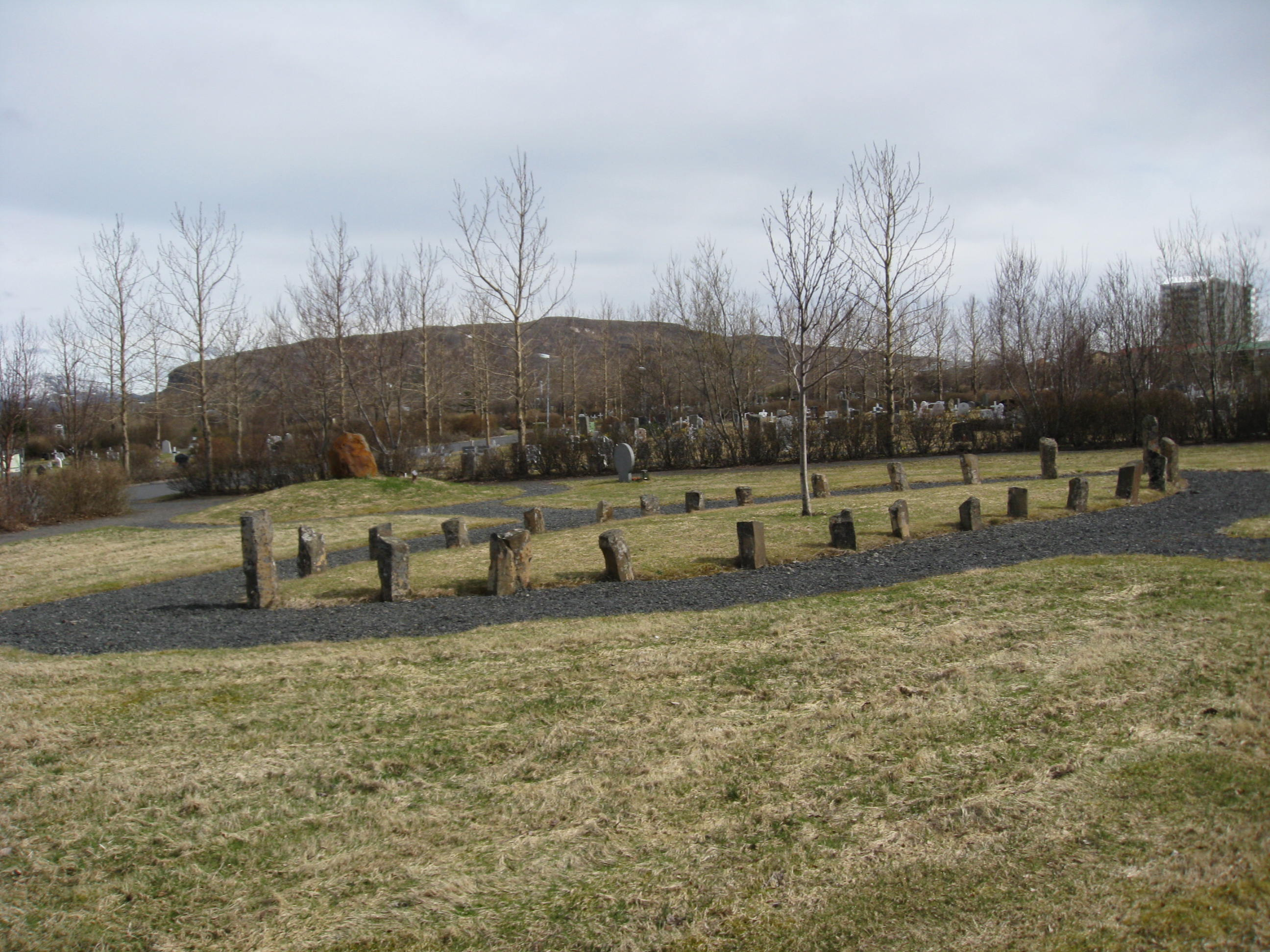
Hřbitov novopohanů v Reykjavíku na Islandu

Jedním z velkých témat germánského novopohanství je přístup k otázce etnicity. Ten může sahat od etnického nacionalismu představovaném neo-volkisch hnutími, přes tribalismus, který klade důraz na etnicitu založenou na tradici a kultuře, po universalismus, který neklade důraz na rozdíl mezi etnickými tradicemi.
Různý je také přístup k historické přesnosti. Na jedné straně stojí rekonstrunisté, jejichž cílem je porozumět předkřestanskému germánskému náboženství pomocí akademického výzkumu a jeho aplikace. Na druhé straně stojí tradicionalisté či folkloristé, ve Skandinávii známí jako Folketro, kteří zdůrazňují jako základ svého náboženství živé lokální tradice. Mimo tuto škálu stojí eklektické proudy, často kladoucí na "osobní gnózi".

## Organizace a politika

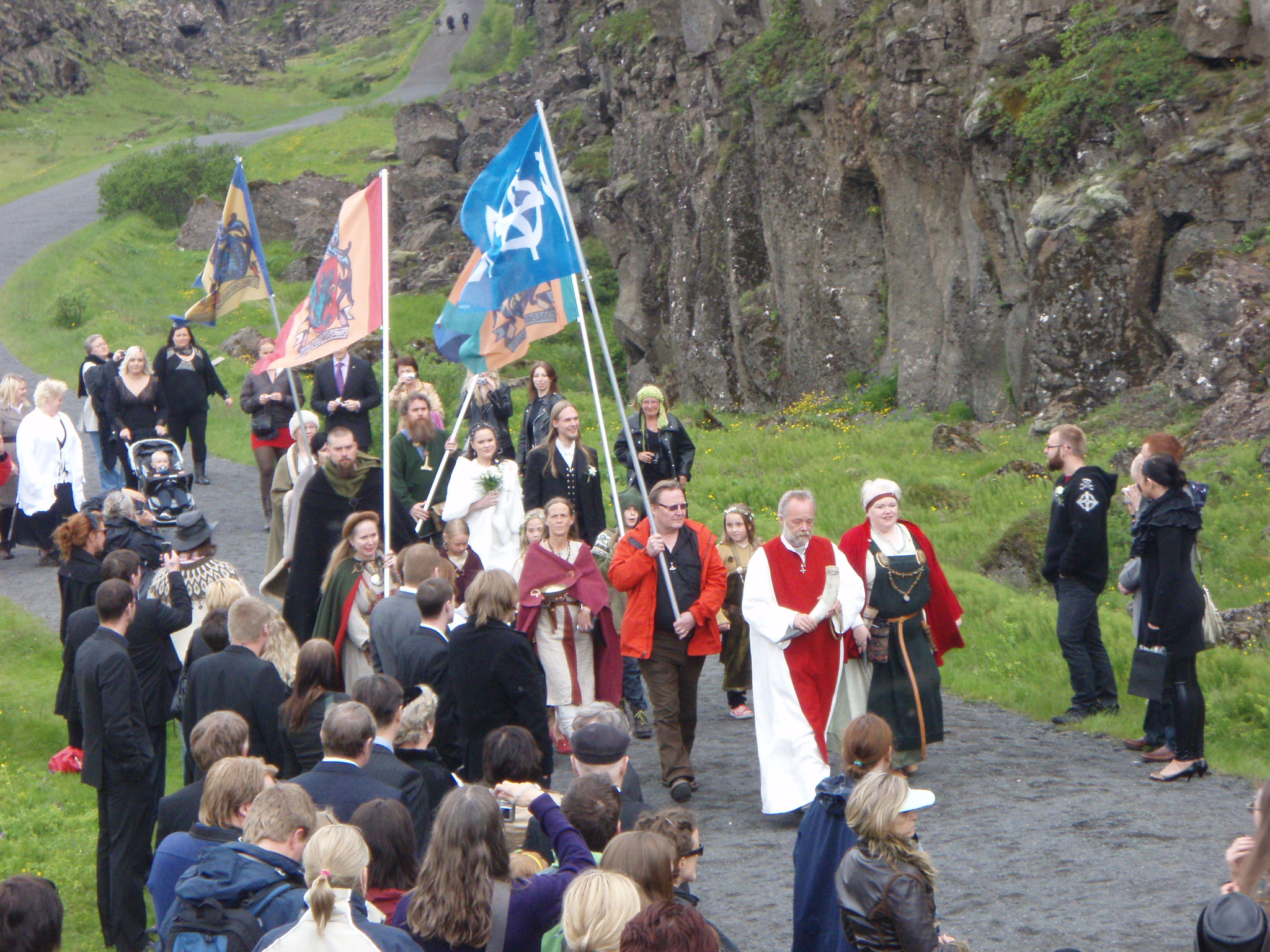
Shromáždění společenství Ásatrúarfélagið na Islandu hlásící se k Ásatrú

Germánské novopohanství se běžně praktikuje samostatně nebo v malých rodinných či přátelských kruzích. Ty jsou často nazývány kindred (příbuzní, rodní) nebo hearth („krb“). Organizace působí od 70. let 20. století, ale ve většině případů se jedná o volná sdružení bez centrální autority a své členy nezavazují podobným způsobem jako církve.

### Goðar
Termínem goðar či gothi je ve staroseverském jazyce označován kněz či vůdce. Slovo gyðja označuje kněžku. Goði doslova znamená „ten, co mluví s bohy“ a je používán pro stav kněžství či pro ty, kdo prošli oficiálním rituálem Ásatrú. Sdružují se do malých skupin a mají svůj duchovní program. Mezi jednotlivými skupinami však nejsou stanovené podmínky, kdy je možné používat označení goðar, takže jsou titulem většinou označováni ti „schopnější“.

### Kindred

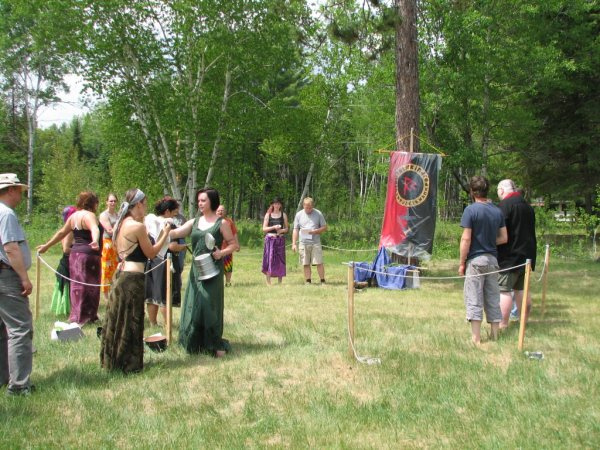
Midgard Festival v kanadském Ontariu k uctění bohyně Nerthus

Jako takzvaný kindred jsou obyčejně chápány méně početné venkovské skupiny, které mohou či nemohou být přičleněny k velkým národním organizacím jako jsou Asatru Folk Assembly, Ásatrú Alliance či The Troth. Kindred mohou tvořit jak celé rodiny, tak jednotlivci. Jejich funkce je rozšiřovat skupinu. Pokud se někdo chce stát členem, musí daná skupina souhlasit. Kindredy mají obvykle v čele jednoho Goði, který vykonává náboženské rituály (jednotliví goði nemusí mít žádný vliv na ostatní skupiny kindred). Ostatní členové vykonávají funkce, které jsou běžné v moderních společnostech.
Organizace Ásatrú má členy, jejichž duchovní a politická odlišnost je velmi široká. Mnoho příznivců náboženství Ásatrú jsou osamocení jedinci, kteří náboženství vyznávající pouze v rodinném kruhu či malé komunitě a nejsou nijak zapojeni v organizaci Ásatrú jako takové. Navzdory tomu, že existují velké odlišnosti politiky i víry jednotlivých skupin, mají společný jeden cíl – rekonstruovat a praktikovat předkřesťanské náboženství Eddy.
Zatímco Ásatrú je především náboženstvím tolerance, bývá poměrně často chybně interpretováno coby neonacistické. Tři největší Ásatrú skupiny na světě výslovně prohlásily, že nemají nic společného s rasistickými skupinami. Současně s těmito nařčeními v USA vládne nepřátelský vztah mezi tamějšími neonacisty a členy některé z Ásatrú organizací.

## Dějiny

### Počátky

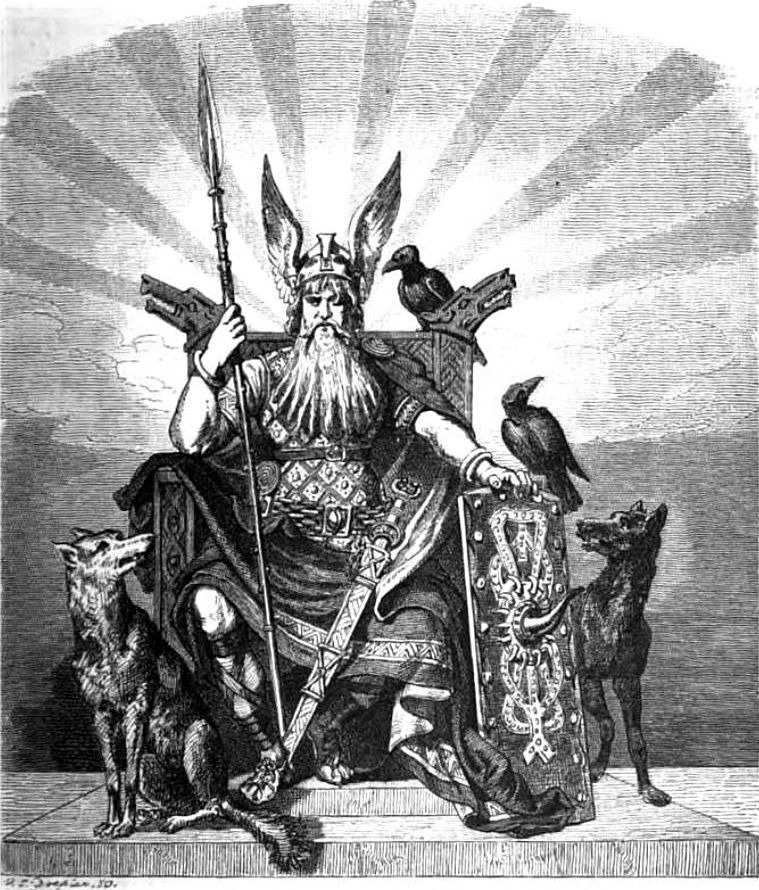
Romantické vyobrazení Ódina s jeho magickým kopím, havrany a vlky, Carl Emil Doepler (1824–1905)

Počátky germánské novopohanství jsou spojené s romantismem a nacionalismem 19. století. Příkladem změny pohledu na předkřesťanské Germány je kdysi velmi populární román Ein Kampf um Rom z roku 1867 německého historika Felixe Dahna, který vyzdvihuje staré Germány a kritizuje křesťanství. K oživení zájmu došlo i ve Skandinávii a ve Spojeném království se objevil zájem o vikinské dědictví.

### Armanenský řád a ariosofie

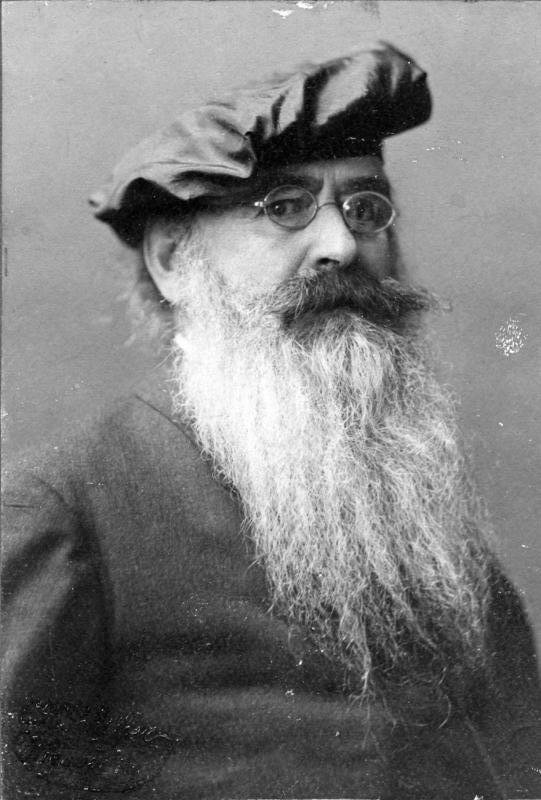
Guido von List, zakladatel ariosofie

Do 90. let 19. století se datují počátky vzniku díla rakouského okultisty a spisovatele Guido von Lista zaměřeného především na Wotana a runové písmo. V roce 1908 vznikla Guido-von-List-Gesellschaft (Společnost Guido von Lista) a v roce 1912 Hoher Armanen Orden (Vysoký armanenský řád), jako její vnitřní kruh inspirovaný svobodným zednářstvím. Ve 20. letech 20. století se pak objevila řada neogermánských organizací, které však neusilovaly o rekonstrukci předkřesťanského kultu. Namísto toho došlo k syntéze germánského pohanství známého z písemných pramenů, německého mysticismu a idealismu Kanta, Schellinga a Fichteho. Předkřesťanská spiritualita byla chápána jako vrozená německému národu a ač byli bohové vzýváni, například při slunovratech, byli považováni za pouhé archetypy. Mezi nejvýznamnější neogermánské organizace výmarského Německa patřila Německá věroučná společnost Otty Sigrida Reutera a na ní navazující Die Nordungen. V Austrálii Alexander Rud Mills založil ve 20. letech 20. století anglosaskou odinistickou First Anglecyn Church of Odin, také s rasovým základem. Zakládal malé polygamické kolonie v anglosaském světě, ty ale zřejmě brzy zanikly.

### Zneužití nacisty
Germánský mysticismus je často spojován s nacismem a někteří prominentní členové NSDAP byli členy okultní Společnosti Thule. To se projevilo například v širokém zneužití runového písma v nacistické symbolice. Mezi členy NSDAP patřil i Karl Maria Willigut, který vytvořel takzvaný „irminismus“. V praxi však nacistický režim o snahy obnovení germánského náboženství nestál, odmítal je a naopak prosazoval svou vlastní ideu „pozitivního křesťanství“ s úkolem se očistit od nežádoucích židovských prvků. Někteří následovníci germánského mysticismu byli i pronásledováni, například Friedrich Bernhard Marby strávil přes osm měsíců v koncentračních táborech jako vězeň.

### Druhá obnova

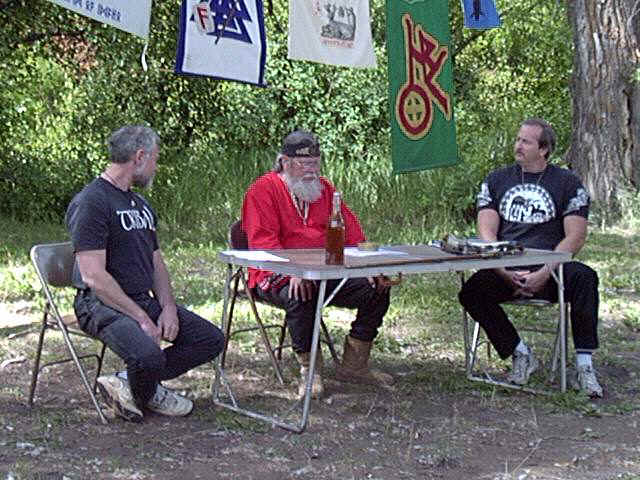
Stephen McNallen (vlevo) s dalšími vedoucími novopohany na Althingu v roce 2000

Ve Spojených státech je počátek germánského novopohanství spojen s jménem Elsy Christensen, narozené v Dánsku, která roku 1969 pod vlivem myšlenek Spenglera, Junga, Yockeye a Millse založila Odinistické bratrstvo.) Toto hnutí se zaměřovalo spíše na literární a ideovou činnost než na rituální praxi a pořádalo pouze čtyři sezonní setkání doplněná sumbelem a oslavu Hitlerových narozenin.
V Texasu roku 1973 založil Stephen McNallen Asatru Free Assembly (Svobodné shromáždění Ásatrú) zaměřené na rituální a magickou praxi. Ač se členské základy tohoto hnutí a Odinistického bratrstva částečně překrývaly, část členů AFA kladla větší důraz na duchovní stránku než na rasismus což vedlo k ideologickým sporům. V roce 1978 McNallen vyzval členy hnutí aby se zbavili nacistických uniforem a insignií, ale pokračující spory vedly k zániku organizace v roce 1987.
Po zániku AFA vznikly dvě nástupnické organizace, Ásatrú Alliance a Ring of Troth. Prvně jmenovanou založil Mike Murray, původně člen Americké nacistické strany, později Odinistického bratrstva a nakonec AFA. Ač tato organizace odmítá rasismus nadále existuje personální propojení s odinistickým hnutím. Ring of Troth Edreda Thorssona se od rasismu odprostilo úplně.